# Drapelul Sloveniei

Steagul național și drapelul naval. Raport: 1:2

Steagul comercial și de stat. Raport: 2:3

Stindardul naval. Raport: 1:2

Steagul național al Sloveniei are trei benzi orizontale egale de culoare albă (sus), albastră și roșie, și Stema Sloveniei aflată în partea de sus, lângă lance, centrată în benzile albastră și albă. Stema este un scut cu imaginea Muntelui Triglav, cel mai înalt vârf al țării, de culoare albă, pe un fond albastru; dedesubt sunt două linii care reprezintă Marea Adriatică și râurile locale, iar deasupra se găsesc trei stele aurite cu șase colțuri aranjate în formă de triunghi inversat, luate din stema conților de Celje (slovenă Grofje Celjski), o casă dinastică slovenă de la sfârșitul secolului al XIV-lea și începutul secolului al XV-lea.
Steagul este în culorile pan-slavice, însă aceste culori au mai fost folosite și pe steme mai vechi, și erau considerate culori naționale înainte de a fi pentru prima oară aranjate în cadrul unui steag, în 1848, odată cu ridicarea naționalismului în Europa. Ordinea culorilor a fost inspirată de Steagul Rusiei.

Steagul RS Slovenia, Raport: 1:2

Steagul a fost în continuare asociat cu Slovenia și după incorporarea aceste țări în Iugoslavia. În 1945, a fost plasată o stea roșie pe steag, folosită de Republica Socialistă Slovenia. După independența Sloveniei de Iugoslavia, steaua a fost îndepărtată, și noua stemă a fost adăugată. Steagul a fost adoptat oficial la 27 iunie 1991.
Steagul comercial pentru nave are același design ca steagul național, dar o formă diferită (2:3 în loc 1:2). (Vapoarele și bărcile de sub 24 de metri folosesc tot steagul național ca drapel.) Drapelul naval este un tricolor orizontal alb, albastru și galben. 